# Eliseo Salazar
Eliseo Salazar Valenzuela (Santiago, 14 de noviembre de 1954) es un expiloto de automovilismo chileno. Corrió en la Fórmula 1 entre 1981 y 1983, y a la fecha es el único chileno en disputar dicha categoría.
Después de su paso por la Fórmula 1, participó en diversas competencias de automovilismo de nivel internacional, como las 500 Millas de Indianápolis, las 24 Horas de Le Mans, el Rally Dakar y el Campeonato Mundial de Rally.

## Historia

### Inicios
Ya en sus años de estudiante, estuvo muy ligado al automovilismo, como cronometrador en el circuito de Las Vizcachas (Santiago de Chile) y como copiloto en pruebas de regularidad con tan solo 15 años.
Sus primeros pasos como piloto en el deporte motor, a diferencia de los grandes campeones que históricamente lo hicieron con el Karting, fueron en 1974, cuando en su Austin Mini 1.100 corrió su primera carrera en el autódromo de Puente Alto. Posteriormente partió a Buenos Aires, Argentina, para seguir los cursos de piloto y así poder correr en la Fórmula 4 de ese país, categoría en la que consiguió su primer triunfo en 1977 en Punta Indio.
Luego de tres temporadas en la Fórmula 4 Argentina, conquista el título de 1978 a bordo de un Avante. En lugar de cambiar a categorías superiores del automovilismo de ese país, debido a la huelga de los pilotos más relevantes, quienes boicotearon el campeonato y abandonaron, Salazar partió a Europa. Fue invitado por Fred Opert, quien era dueño de un equipo de Fórmula 1 y de otro en la Fórmula 3.

### Europa
La invitación de Opert no prosperó y Salazar debió luchar por conseguir una butaca para 1979. Llegó así hasta el circuito de Thruxton, Inglaterra, sede de numerosas prácticas y carreras de automovilismo, pero no logró competir como tester hasta que conoció a Nelson Piquet, quien usó sus contactos para ayudarlo y fue contratado por el equipo Ralt de la Fórmula 3 Británica.
Mostró rápidamente sus cualidades, siendo el piloto que hizo debutar el Ralt RT-3. Tuvo buenos resultados considerando que era un chasis en desarrollo, llegando 6 veces dentro de los 10 primeros y destacando especialmente en la llamada "Carrera del Año" de la Fórmula 3 inglesa, que se corría conjuntamente con el Campeonato europeo de F-3 en el circuito de Silverstone (actualmente llamada "Zandvoort F3 Master" y se corre en la ciudad Holandesa del mismo nombre, conocido por ser la única carrera Europea con categoría master). Ahí Salazar logró un meritorio 5.º lugar entre 47 pilotos, corriendo con nombres de la talla de Alain Prost, Nigel Mansell, Andrea de Cesaris, Thierry Boutsen, Eddie Jordan, Philippe Alliot y Stefan Johansson entre otros. El buen trabajo desarrollando el Ralt RT-3 le valió encontrar una butaca en la Fórmula Aurora para la temporada 1980, una de las series más importantes de carreras de autos en Europa en esa década.

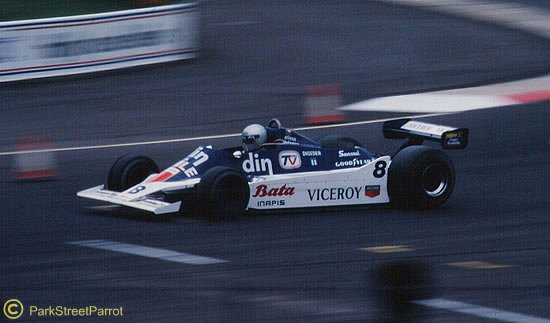
Salazar pilotando el Williams FW07 en 1980.

Salazar fue contratado por el equipo RAM de John McDonald, que era uno de los protagonistas de la categoría, al utilizar el poderoso Williams FW07, un auto de la Fórmula 1 de la temporada anterior. Ya en la Fórmula Aurora, Salazar conquistó su primera victoria en Europa, al imponerse en el tradicional circuito de Silverstone, el 20 de abril de 1980. A ese triunfo, le sumó dos victorias más en el circuito de Thruxton (Ver Video) y otros dos podiums en Snetterton (2°) y Brands Hatch (3°). Ese año, terminó segundo en el campeonato, tras el español Emilio de Villota. El balance fue excelente pues a los resultados logrados en carrera, Salazar sumó también 6 pole position (en Silverstone, Mallory Park, Thruxton (2 veces), Snetterton y Oulton Park) y 3 récord de vuelta (En Silverstone, Snetterton y Thruxton).
Estos antecedentes le significaron convertirse en el primer piloto chileno en competir en la Fórmula 1.
Anteriormente Juan Zanelli había participado con éxito en la era de los Grandes Premios en la década de los 30, previo a la fundación de la máxima categoría, aunque, ganó 3 Grandes Premios (LeMans 2 veces y Barcelona 1 vez) además de ser el primero en pintar la bandera de su país (Chile) de forma triangular a los lados del auto (costumbre que aún se mantiene en todo el mundo).

### Fórmula 1

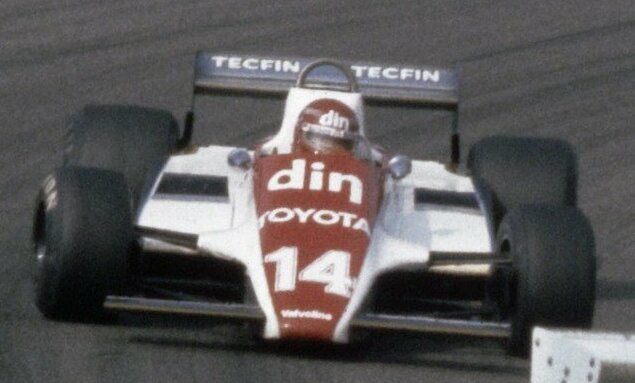
Salazar pilotando el Ensign N180 para Ensign Racing, a finales de la temporada 1981.

Tras su buen año en Fórmula Aurora, avanzó a Fórmula 1 en 1981 junto a John McDonald en el March 811, que era una actualización insuficiente del Williams FW07 que ya sumaba varias temporadas en la categoría. Tras haber clasificado en una sola carrera (Imola) de 6 posibles, Salazar tomó la decisión de cambiar de equipo, llegando a Ensign, de la mano de Morris Nunn. Es en este equipo, donde logra su primer punto en la Fórmula 1, gracias a su sexto lugar en el Gran Premio de los Países Bajos. El resto de la temporada no tuvo mayores luces, pues los automóviles aspirados (como el de Salazar) eran superados largamente por los turbocargados. Aun cuando clasificó casi en todas las pruebas restantes, salvó en Países Bajos y España, sufrió constantes abandonos por fallas mecánicas de su Ensign B180. De cara a la temporada 1982, Salazar fue invitado por Lotus a participar del tradicional test en Paul Ricard a fines de 1981, instancia en la que se elegiría al coequipo de Elio de Angelis. Sin embargo, y aún cuando superó a Jonathan Palmer, Roberto Guerrero y Nigel Mansell, este último ocupó finalmente el Lotus para la temporada venidera por presiones de la tabacalera inglesa John Player & Sons.
Así, se encontró con el ofrecimiento que le realizó ATS, escudería de origen alemán y que prometía adquirir los superlativos motores BMW Turbo dentro de ese año. Sus mejores actuaciones de la temporada fueron: un quinto lugar en el Gran Premio de San Marino, carrera marcada por el boicot protagonizado por algunos equipos en contra de la FIA, y dos novenos lugares, en Kyalami y Monza. En el Gran Premio de Alemania de 1982 protagonizó un incidente con Nelson Piquet, uno de los altercados más recordados de la historia de la categoría. El piloto brasileño, que disputaba el campeonato en ese año y lideraba la carrera con comodidad, debió abandonar tras un choque con Salazar, quién le obstruyó la entrada a una curva en momentos en que Piquet lo adelantaba para sacarle una vuelta de ventaja. Tras bajarse del auto, un furioso Piquet intentaría golpear a Salazar, quien había ignorado las banderas azules que lo obligaban a abrirle paso al brasileño.

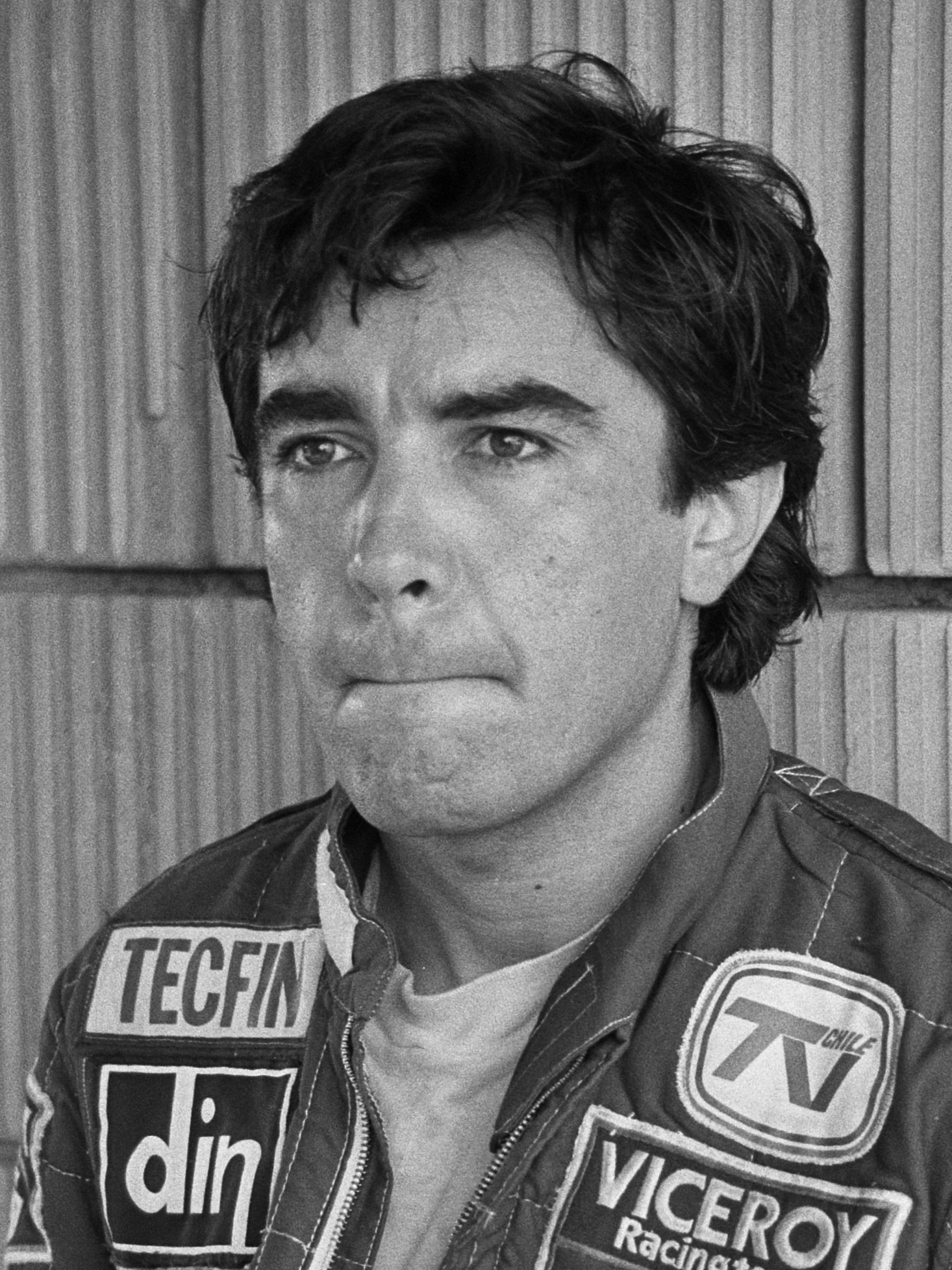
Salazar, durante el Gran Premio de los Países Bajos de 1982.

Tras salir de ATS, Salazar buscaba la oportunidad de continuar en la máxima categoría, estando muy cerca de lograr un acuerdo en el naciente equipo Toleman que se destacaba por poseer los motores Turbo que dominaban el campeonato. Sin embargo, las tratativas se diluyeron, y los caminos de Salazar y John McDonald se volvieron a cruzar, firmando el chileno para correr la temporada 1983 con el equipo RAM. Tras llegar en el lugar 15 en Jacarepaguá y de abandonar por problemas eléctricos en Long Beach el RAM 01 hizo más patente sus múltiples falencias, no pudiendo clasificar en los próximos 4 grandes premios (Francia, San Marino, Monaco y Bélgica). Lo anterior, sumado a la crisis económica de Chile en 1982 hicieron que el piloto chileno perdiera su puesto en Fórmula 1.

### Después de Fórmula 1
Tras su paso por Fórmula 1, Salazar destacó en el Campeonato Nacional de Rally (Chile), obteniendo el subcampeonato de 1984 y el tercer lugar en 1985, ambos corriendo en el equipo Toyota. Además, también corrió en la Fórmula 2 Codasur algunas carreras en el 84 y 85 teniendo dos cuartos lugares como mejor resultado en Las Vizcachas y Rafaela, también corrió en la Fórmula 3000 Británica y participó en 1988, 1989 y 1990 en las clásicas 24 Horas de Le Mans.
Precisamente fue en esa competencia, cuando iba a bordo de un Jaguar XJR-12, punteando la carrera, que debió ceder su puesto por órdenes del equipo Jaguar Silk-Cut al destacado piloto inglés Martin Brundle, hecho que motivó su distinción con el premio al Deportista del Año 1990 de la revista Autosport. De ahí pasaron 4 años para que Salazar volviera a correr en el circuito internacional. Fue a mediados de 1994 cuando Giampiero Moretti, dueño del equipo Momo Ferrari del Campeonato IMSA GT en Estados Unidos, lo invitó a participar en la serie.
Salazar tuvo una excelente participación ganando tres carreras, y obteniendo tres segundos lugares y dos quintos puestos. Ello lo catapultó a la IndyCar World Series en 1995, donde corrió para el equipo de Dick Simon. Lo mejor sin duda, fue su cuarto lugar en las 500 millas de Indianápolis, donde terminó a escasos 4 segundos del puntero y con serias posibilidades de haber ganado. El vencedor de esa oportunidad fue el canadiense Jacques Villeneuve.
En 1996 cuando se separó la CART de la IRL optó por ir a correr a la Indy Racing League debido a que era una nueva serie enfocada principalmente en óvalos, tipos de circuitos donde Salazar había obtenido sus mejores resultados el año anterior. Todo parecía ventajoso, en especial dada la ausencia de pilotos destacados en la categoría (casi todos se quedaron en CART) pero protagonizó un grave accidente en el óvalo de Orlando, ocasionándole una fractura de fémur que amenazó dejarlo fuera de las pistas de por vida.
En 1997, sufrió otro accidente en el óvalo de Orlando, pero la tenacidad, la perseverancia y el esfuerzo de Eliseo Salazar le permitieron recuperarse y en octubre obtuvo su primer triunfo en la serie durante los 500 kilómetros de Las Vegas.
El año 1998 fue un mal año para el chileno. Decidió correr para el equipo Riley & Scott de la IndyCar Series, pero los múltiples problemas mecánicos -siendo el principal las constantes roturas de la suspensión trasera de su automóvil-, lo dejaron fuera de las pistas por 6 meses, al chocar en el óvalo de Dover a más de 250 km/h contra la pared.
Salazar regularmente era un piloto top diez en la 500 millas de Indianapolis con cuatro resultados top 10. Su mejor resultado fue en 2000, cuando partió y terminó tercero a bordo de un G-Force-Oldsmobile Aurora de A.J Foyt Enterprises. Los años 2000 y 2001 fueron los mejores para Salazar en la IRL, terminando cuarto y quinto en el campeonato, con cinco top 5 en 2000. En 2002, sufrió un serio accidente en Indianapolis, lo que lo forzó a perderse muchas carreras. Después de mucha reflexión, Salazar decidió retirarse de las carreras de IndyCar y enfocarse a los deportivos.
En 2003 se unió a la American Le Mans Series, corriendo con una Porsche 911 GT3 y un Ferrari 360. En 2006 participó de la GP Masters, competencia internacional reservada a expilotos de Fórmula 1 con más de 45 años de edad, además de manejar la carrera deportiva del piloto chileno Pablo Donoso en Estados Unidos.

### Rally y actualidad

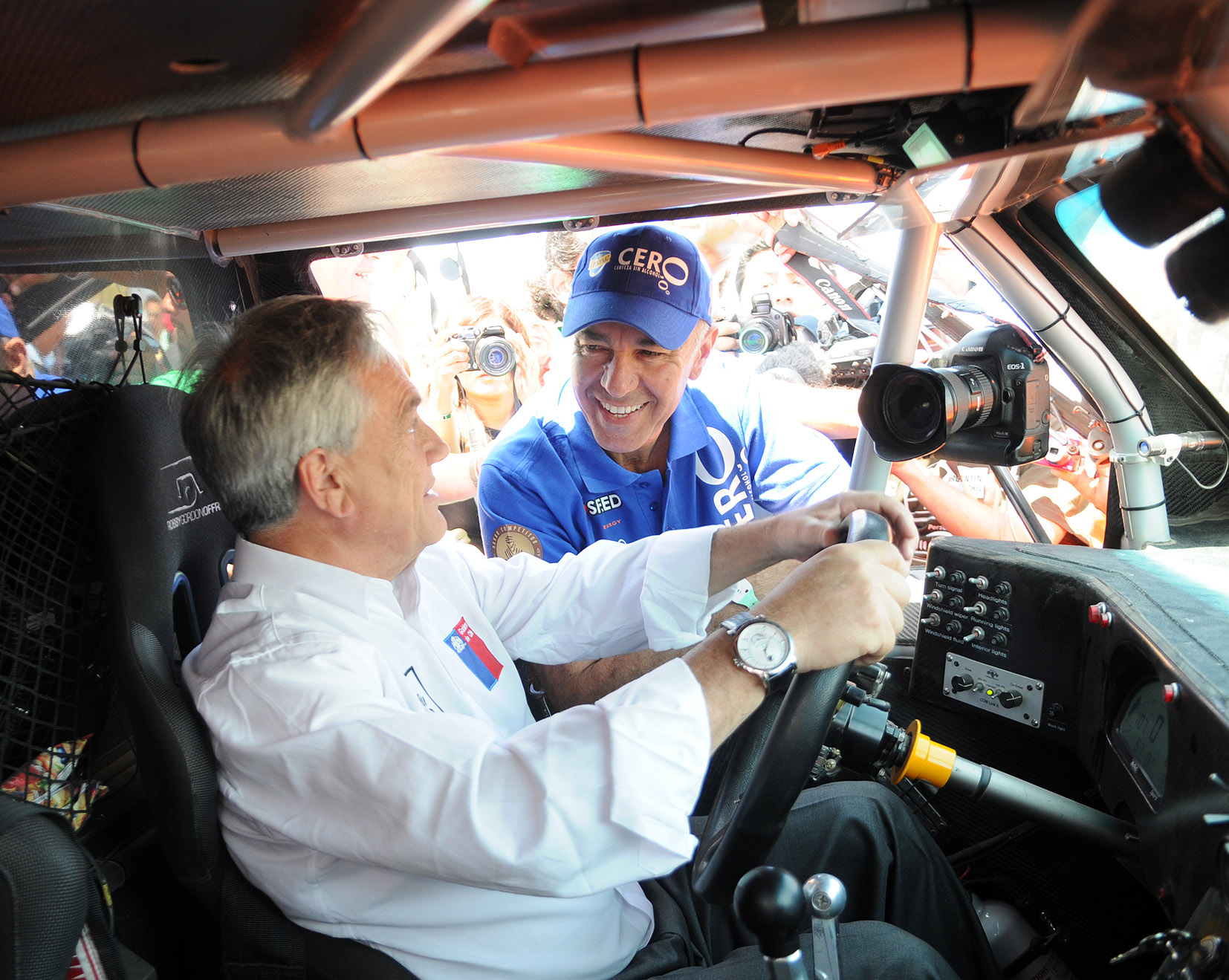
Eliseo Salazar junto a Sebastián Piñera en el Rally Dakar 2011.

En 2007 suscribió un acuerdo para correr el Rally Mobil en la categoría N4, luego de haber estado tres años con Hyundai en N3. Participa con un Mitsubishi Lancer Evo VIII y en la primera fecha del Rally Mobil en Concepción logró el 3° lugar en la clasificación general. En el año 2011 deja de participar en el campeonato chileno de rally "Rally Mobil".
Aunque confirmó su participación en el Rally Dakar de 2008 con el equipo Jean-Louis Schlesser en la categoría Autos, finalmente no llegó a un acuerdo con el equipo, y además el certamen no se realizó por amenazas terroristas. Sin embargo participó en el Rally Dakar de 2009 disputado en Sudamérica, convirtiéndose en el primer piloto de la historia mundial en haber participado en las 500 Millas de Indianápolis, el Gran Premio de Mónaco de Fórmula 1, las 24 Horas de Le Mans y el Rally Dakar, que son las pruebas más tradicionales del automovilismo internacional.
En el Rally Dakar de 2011 abandonó en el kilómetro tres de la novena etapa, tras desperfectos en el vehículo.
En 2012 participó en el Rally de Argentina con un Mini John Cooper Works WRC, Campeonato Mundial de Rally WRC. Terminando en el top ten de la categoría. Así alcanzó récord Guinness al ser el único piloto de la historia en participar en 500 Millas de Indianápolis, el Gran Premio de Mónaco de Fórmula 1, las 24 Horas de Le Mans, el Rally Dakar y WRC un rally del mundial.
Salazar fue uno de los principales impulsores del e-Prix de Santiago.
Actualmente se encuentra a cargo de una nueva modalidad de competencia en Chile llamada "SoloRace", donde particulares pueden participar como pilotos de competencias en sus autos y sentirse pilotos por un día en sus autos de calles. Además desarrolla exhibiciones a bordo de un Lotus Exige. Eliseo Salazar también participó en todas fechas de la temporada 2014 de la Aston Martin GT4 Challenge of North America, específicamente el 16 y 18 de mayo en Watkins Glen, del 29 al 31 de agosto en Laguna Seca y del 21 al 23 de noviembre en Sebring, logrando ganar el Campeonato de la Temporada 2014 de Aston Martin Challenge en Estados Unidos. Es además mánager del joven piloto uruguayo Santiago Urrutia, que corrió varios años en Estados Unidos.

## Resultados

### Fórmula 3 Británica
| Carrera                                                                     | Circuito       | Fecha      | Clima   | Coche                       | Equipo                   | Posición         |
| --------------------------------------------------------------------------- | -------------- | ---------- | ------- | --------------------------- | ------------------------ | ---------------- |
| Vandervell British Formula 3 Championship, Rd 4                             | Snetterton     | 01/04/1979 | Lluvia  | Ralt RT1 - Toyota/Novamotor | Schick Toyota Chile Team | DNF (Suspensión) |
| Vandervell British Formula 3 Championship, Rd 5                             | Donington Park | 08/04/1979 | Lluvia  | Ralt RT1 - Toyota/Novamotor | Schick Toyota Chile Team | DNF (Accidente)  |
| Vandervell British Formula 3 Championship, Rd 6                             | Thruxton       | 16/04/1979 | Soleado | Ralt RT3 - Toyota/Novamotor | Schick Toyota Chile Team | 10°              |
| Vandervell British Formula 3 Championship, Rd 7                             | Brands Hatch   | 07/05/1979 | Soleado | Ralt RT3 - Toyota/Novamotor | Schick Toyota Chile Team | 16°              |
| FIA European Championship, Rd 5 Vandervell British F3 Championship, Rd 8    | Donington Park | 20/05/1979 | Lluvia  | Ralt RT3 - Toyota/Novamotor | Schick Toyota Chile Team | 7°               |
| Vandervell British Formula 3 Championship, Rd 9                             | Silverstone    | 28/05/1979 | Nublado | Ralt RT3 - Toyota/Novamotor | Schick Toyota Chile Team | DNF (Accidente)  |
| Vandervell British Formula 3 Championship, Rd 11                            | Cadwell Park   | 17/06/1979 | Soleado | Ralt RT1 - Toyota/Novamotor | Schick Toyota Chile Team | 5°               |
| Vandervell British Formula 3 Championship, Rd 12                            | Silverstone    | 01/07/1979 | Lluvia  | Ralt RT3 - Toyota/Novamotor | Schick Toyota Chile Team | DNF (Accidente)  |
| XXX RAC British Grand Prix Vandervell British Formula 3 Championship, Rd 13 | Silverstone    | 13/07/1979 | Nublado | Ralt RT3 - Toyota/Novamotor | Schick Toyota Chile Team | DNF (Accidente)  |
| Radio Trent Trophy 1979                                                     | Donington Park | 15/07/1979 | Nublado | Ralt RT3 - Toyota/Novamotor | Schick Toyota Chile Team | DNF (Motor)      |
| XXXV Leinster Trophy 1979                                                   | Mondello Park  | 02/09/1979 | Nublado | Ralt RT3 - Toyota/Novamotor | Schick Toyota Chile Team | 8°               |
| John Player International F3 Trophy                                         | Donington Park | 09/09/1979 | Nublado | Ralt RT3 - Toyota/Novamotor | Schick Toyota Chile Team | 8°               |
| Vandervell British Formula 3 Championship, Rd 18                            | Thruxton       | 30/09/1979 | Nublado | Ralt RT3 - Toyota/Novamotor | Schick Toyota Chile Team | 5°               |
| Vandervell British Formula 3 Championship, Rd 19                            | Silverstone    | 07/10/1979 | Lluvia  | Ralt RT3 - Toyota/Novamotor | Schick Toyota Chile Team | DNF (Accidente)  |

### Fórmula 1 Británica (Fórmula Aurora)
(Clave) (negrita indica pole position) (cursiva indica vuelta rápida)

| Año  | Equipo          | 1       | 2     | 3     | 4       | 5     | 6       | 7     | 8     | 9       | 10    | 11      | 12      | Pos. | Puntos |
| ---- | --------------- | ------- | ----- | ----- | ------- | ----- | ------- | ----- | ----- | ------- | ----- | ------- | ------- | ---- | ------ |
| 1980 | RAM Racing Team | OUL Ret | BRH 3 | SIL 1 | MAL Ret | THR 1 | MNZ Ret | MAL 7 | SNE 2 | BRH Ret | THR 1 | OUL Ret | SIL Ret | 2.°  | 52     |

### Fórmula 1
(Clave) (negrita indica pole position) (cursiva indica vuelta rápida)

| Año  | Escudería                 | 1       | 2       | 3       | 4       | 5       | 6        | 7       | 8       | 9       | 10      | 11      | 12      | 13      | 14      | 15      | 16      | Pos. | Puntos |
| ---- | ------------------------- | ------- | ------- | ------- | ------- | ------- | -------- | ------- | ------- | ------- | ------- | ------- | ------- | ------- | ------- | ------- | ------- | ---- | ------ |
| 1981 | March Grand Prix Team     | USW DNQ | BRA DNQ | ARG DNQ | SMR Ret | BEL DNQ | MON DNPQ |         |         |         |         |         |         |         |         |         |         | 18.º | 1      |
| 1981 | Ensign Racing             |         |         |         |         |         |          | ESP 14  | FRA Ret | GBR DNQ | GER NC  | AUT Ret | NED 6   | ITA Ret | CAN Ret | LVG Ret |         | 18.º | 1      |
| 1982 | Team ATS                  | RSA 9   | BRA Ret | USW Ret | SMR 5   | BEL Ret | MON Ret  | USE Ret | CAN Ret | NED 13  | GBR DNQ | FRA Ret | GER Ret | AUT DNQ | SUI 14  | ITA 9   | LVG DNQ | 22.º | 2      |
| 1983 | RAM Automotive Team March | BRA 15  | USW Ret | FRA DNQ | SMR DNQ | MON DNQ | BEL DNQ  | USE     | CAN     | GBR     | GER     | AUT     | NED     | ITA     | EUR     | RSA     |         | NC   | 0      |

### Fórmula 3000 Internacional
| Año  | Escudería          | 1     | 2       | 3       | 4       | 5       | 6       | 7       | 8       | 9      | 10      | 11      | Pos. | Puntos |
| ---- | ------------------ | ----- | ------- | ------- | ------- | ------- | ------- | ------- | ------- | ------ | ------- | ------- | ---- | ------ |
| 1986 | RAM Motorsport     | SIL   | VAL 11  | PAU DNQ | SPA 21  | IMO Ret | MUG DNQ | PER DNQ | ZEL     |        |         |         | 19.º | 1.5    |
| 1986 | Lola Motorsport    |       |         |         |         |         |         |         |         | BIR 4  | BUG 12  | JAR Ret | 19.º | 1.5    |
| 1987 | Bromley Motorsport | SIL 9 | VAL DNQ | SPA 17  | PAU Ret | DON 18  | PER Ret |         |         |        |         |         | -    | 0      |
| 1987 | CoBRa Motorsports  |       |         |         |         |         |         | BRH 18  | BIR DNQ | IMO 14 | BUG Ret | JAR DNQ | -    | 0      |

### CART Indy Car World Series / IRL Indy Racing League Series
| Año     | Series                            | Equipo                 | Chasis             | Motor                | Standing | Puntos | Salidas | Mejor resultado |
| ------- | --------------------------------- | ---------------------- | ------------------ | -------------------- | -------- | ------ | ------- | --------------- |
| 1995    | PPG Indy Car World Series         | Dick Simon             | Lola T9500         | Ford Cosworth XB     | 21       | 19     | 16      | Indy 500 4º     |
| 1996    | PPG Indy Car World Series         | Dick Simon             | Lola T9500         | Ford Cosworth XB     | 30       | 2      | 4       | Míchigan 11th   |
| 1996    | Indy Racing League                | Team Scandia           | Lola T9500         | Ford Cosworth XB     | 25       | 29     | 3       | Indy 500 6º     |
| 1996-97 | Indy Racing League                | Team Scandia           | Dallara            | Oldsmobile Aurora V8 | 9        | 208    | 8       | Las Vegas 1º    |
| 1998    | Pep Boys Indy Racing League       | Riley & Scott          | Riley & Scott MK V | Oldsmobile Aurora V8 | 29       | 60     | 4       | Loudon 6º       |
| 1999    | Pep Boys Indy Racing League       | Nienhouse Motorsports  | G-Force            | Oldsmobile Aurora V8 | 20       | 137    | 9       | Atlanta 4º      |
| 2000    | Northern Light Indy Racing Series | A. J. Foyt Enterprises | G-Force            | Oldsmobile Aurora V8 | 4        | 210    | 9       | Indy 500 3º     |
| 2001    | Northern Light Indy Racing Series | A. J. Foyt Enterprises | Dallara            | Oldsmobile Aurora V8 | 5        | 308    | 13      | Phoenix 2º      |
| 2002    | 2002 Indy Racing Series           | A. J. Foyt Enterprises | Dallara            | Chevrolet            | 20       | 157    | 9       | Phoenix 4º      |

### Indy 500
| Año  | Chasis        | Motor                | Salida          | Final           | Equipo        |
| ---- | ------------- | -------------------- | --------------- | --------------- | ------------- |
| 1995 | Lola T9500    | Ford-Cosworth XB     | 24º             | 4º              | Simon         |
| 1996 | Lola T9500    | Ford-Cosworth XB     | 3º              | 6º              | Scandia       |
| 1997 | Dallara       | Oldsmobile Aurora V8 | 9º              | 24º             | Scandia       |
| 1998 | Riley & Scott | Oldsmobile Aurora V8 | No se clasificó | No se clasificó | Riley & Scott |
| 1999 | G-Force       | Oldsmobile Aurora V8 | 18º             | 33º             | Nienhouse     |
| 2000 | G-Force       | Oldsmobile Aurora V8 | 3º              | 3º              | Foyt          |
| 2001 | Dallara       | Chevrolet            | 28º             | 7º              | Foyt          |

### 24 Horas de Le Mans
| Año  | Equipo                                | Coequipos                       | Coche                     | Clase | Vueltas | Pos. | Class Pos. |
| ---- | ------------------------------------- | ------------------------------- | ------------------------- | ----- | ------- | ---- | ---------- |
| 1982 | Dome Co. Ltd.                         | Chris Craft                     | Dome RC82-Ford Cosworth   | C     | 85      | DNF  | DNF        |
| 1983 | Dome Racing                           | Chris Craft Nick Mason          | Dome RC82-Ford Cosworth   | C     | 75      | DNF  | DNF        |
| 1988 | Spice Engineering                     | Almo Coppelli Thorkild Thyrring | Spice SE88C-Ford Cosworth | C2    | 281     | DNF  | DNF        |
| 1989 | Silk Cut Jaguar Tom Walkinshaw Racing | Alain Ferté Michel Ferté        | Jaguar XJR-9LM            | C1    | 368     | 8th  | 7th        |
| 1990 | Silk Cut Jaguar Tom Walkinshaw Racing | Davy Jones Michel Ferté         | Jaguar XJR-12             | C1    | 282     | DNF  | DNF        |
| 1997 | Pacific Racing Ltd.                   | Harri Toivonen Jesús Pareja     | BRM P301-Nissan           | LMP   | 6       | DNF  | DNF        |

### Campeonato Mundial de Sport Prototipos
| Año  | Carrera      | Coche            | Equipo                | Pos. Clase |
| ---- | ------------ | ---------------- | --------------------- | ---------- |
| 1988 | Fuji 1000 km | Spice Ford SE88C | BP Spice Engineering  | 1.º        |
| 1990 | Le Mans 24 H | Jaguar XJR-12    | Tom Walkinshaw Racing | DNF        |

### Campeonato IMSA World Sports Car
| Año  | Carrera      | Coche          | Equipo           | Posición |
| ---- | ------------ | -------------- | ---------------- | -------- |
| 1994 | Road Atlanta | Ferrari 333 SP | Momo-Cristal     | 12º      |
| 1994 | Lime Rock    | Ferrari 333 SP | Momo-Cristal     | 10º      |
| 1994 | Watkins Glen | Ferrari 333 SP | Momo-Cristal     | 11º      |
| 1994 | Indianapolis | Ferrari 333 SP | Momo-Cristal     | 11º      |
| 1994 | Laguna Seca  | Ferrari 333 SP | Momo-Cristal     | 12º      |
| 1994 | Portland     | Ferrari 333 SP | Momo-Cristal     | 9º       |
| 1994 | Phoenix      | Ferrari 333 SP | Momo-Cristal     | 10º      |
| 1995 | 24 h Daytona | Ferrari 333 SP | Momo-Cristal     | 35º      |
| 1996 | Dallas       | Ferrari 333 SP | Team Scandia     | 4º       |
| 1996 | Daytona      | Ferrari 333 SP | Team Scandia     | 5º       |
| 1997 | Road Atlanta | Ferrari 333 SP | Central Arkansas | 5º       |
| 1997 | Lime Rock    | Ferrari 333 SP | Central Arkansas | 6º       |
| 1997 | Watkins Glen | Ferrari 333 SP | Central Arkansas | 2º       |
| 1997 | Sears Point  | Ferrari 333 SP | Central Arkansas | 4º       |
| 1997 | Las Vegas    | Ferrari 333 SP | Dibos Racing     | 18º      |
| 1997 | Sebring      | Ferrari 333 SP | Dibos Racing     | 4º       |
| 1997 | Laguna Seca  | Ferrari 333 SP | Dibos Racing     | 4º       |

| Año  | Coche          | Equipo       | Standing | Puntos |
| ---- | -------------- | ------------ | -------- | ------ |
| 1994 | Ferrari 333 SP | Momo-Cristal | 6º       | 158    |
| 1995 | Ferrari 333 SP | Momo-Cristal | 59º      | 1      |
| 1997 | Ferrari 333 SP | Team Scandia | 21º      | 90     |

### Campeonato Chileno de Rally
| Año  | Coche                    | Clase | Standing | Puntos |
| ---- | ------------------------ | ----- | -------- | ------ |
| 2004 | Hyundai Coupe GK         | N3    | 8º       | 30     |
| 2005 | Hyundai Coupe GK         | N3    | 5º       | 49     |
| 2006 | Hyundai Coupe GK         | N3    | 4º       | 70     |
| 2007 | Mitsubishi Lancer EVO IX | N4    | 5º       | 53     |

### Campeonato Mundial de Rally
| Año  | Equipo         | Vehículo                   | 1   | 2   | 3   | 4   | 5      | 6   | 7   | 8   | 9   | 10  | 11  | 12  | 13  | Posición | Puntos |
| ---- | -------------- | -------------------------- | --- | --- | --- | --- | ------ | --- | --- | --- | --- | --- | --- | --- | --- | -------- | ------ |
| 2012 | Eliseo Salazar | Mini John Cooper Works WRC | MON | SUE | MEX | POR | ARG 12 | GRE | NZL | FIN | ALE | GBR | FRA | ITA | ESP | NC       | 0      |

### Turismo Competición 2000
| Año  | Equipo              | Auto             | 1  | 2   | 3   | 4   | 5  | 6   | 7  | 8   | 9  | 10  | 11 | 12 | 13  | 14  | Res. | Puntos |
| ---- | ------------------- | ---------------- | -- | --- | --- | --- | -- | --- | -- | --- | -- | --- | -- | -- | --- | --- | ---- | ------ |
| 2004 |                     |                  | GR | VIE | SJU | PAR | SL | OBE | AG | CON | RC | SRA | BB | BA | RAF | MDP | -    | -      |
| 2004 | Belloso Competición | Renault Mégane I |    |     |     |     |    |     |    |     |    |     |    | 9  |     |     | -    | -      |

### Rally Dakar
| Año     | Categoría | Vehículo | Posición | Etapas |
| ------- | --------- | -------- | -------- | ------ |
| 2009    | Coches    | McRae    | 89.º     | -      |
| 2011    | Coches    | Hummer   | Ret.     | -      |
| Fuente: |           |          |          |        |